# Hydrodendron alternatum
Hydrodendron alternatum is een hydroïdpoliep uit de familie Haleciidae. De poliep komt uit het geslacht Hydrodendron. Hydrodendron alternatum werd in 1938 voor het eerst wetenschappelijk beschreven door Fraser. 